# Roger Greenaway
Roger John Reginald Greenaway (ur. 23 sierpnia 1938) – brytyjski piosenkarz, autor tekstów piosenek oraz producent muzyczny. Współpracował z Rogerem Cookiem. 

## Życiorys
Roger Greenaway i Roger Cook byli pierwszym brytyjskim duetem współpracującym w pisaniu tekstów piosenek, który otrzymał Nagrodę Ivora Novello w kategorii Tekściarz Roku dwa lata z rzędu. Obaj zostali zaproszeni do Salonu Sławy Autorów Piosenek w 2009 roku. W 1998 roku Greenaway został odznaczony Orderem Imperium Brytyjskiego IV klasy (OBE) za usługi dla przemysłu muzycznego.
Razem z Gavinem Greenaway napisał muzykę do seriali animowanych: Rodzinka Ness (1984), Jimbo, mały samolot (1986) i Penny Crayon (1989).